# 1474

## Události
- zavedení knihtisku ve Valencii

probíhající události
- 1455–1487 – Války růží
- 1467–1477 – Válka Ónin
- 1468–1478 – Česko-uherské války

## Narození
- 2. března – Angela Merici, italská zakladatelka řádu svaté Voršily a světice († 1540)
- 18. května – Isabella d'Este, markýza z Mantovy, jedna z nejvýznamnějších postav tehdejší politiky a kultury († 1539)
- 8. září – Ludovico Ariosto, italský renesanční básník († 1533)
- 13. října – Mariotto Albertinelli, italský renesanční malíř malíř florentské školy († 5. listopadu 1515)
- ? – Juan Ponce de León, španělský conquistador († 1521)
- ? – María Enríquez de Luna, španělská šlechtična a vévodkyně z Gandie († 1539)
- ? – Giovanni Francesco Rustici, italský sochař († 1554)
- ? – Juan Diego Cuauhtlatoatzin, aztécký vizionář a svatý († 1548)
- ? – Roland de Velville, nemanželský syn anglického krále Jindřicha VII. († 25. června 1535)
- ? – John Seymour, otec třetí manželky Jindřicha VIII. († 21. prosince 1536)
- ? – Edward Guildford, anglický politik, vojevůdce a dvořan za vlády Tudorovců († 4. června 1534)
- ? – Wang Tching-siang, čínský konfuciánský filozof a spisovatel († 1544)

## Úmrtí
České země
- 12. srpna – Bratr Řehoř, jedna z nejvýznamnějších osobností české reformace (* 1420)
- ? – Václav I. Těšínský, slezský šlechtic a těšínský a bytomský kníže (* 1413 nebo 1418)
- ? – Václav III. Opavský, český šlechtic a opavský kníže (* asi 1445)

Svět
- 4. dubna – Anna Brunšvicko-Grubenhagensko-Einbecká, bavorská vévodkyně (* 1414)
- 5. července – Erik II. Pomořanský, vévoda z velehošťského a sjednoceného knížectví (* 1418 až 1425)
- 26. srpna – Jakub III., král Kypru a titulární král Jeruzalémský (* 28. srpna 1473)
- 27. listopadu – Guillaume Dufay, burgundský hudební skladatel a hudební teoretik (* 1397)
- 11. prosince – Jindřich IV. Kastilský, kastilský král (* 5. ledna 1425)
- ? – Gendündub, první v linii tibetských dalajlámů (* 1391)

## Hlavy států
- České království – Vladislav Jagellonský – Matyáš Korvín
- Svatá říše římská – Fridrich III.
- Papež – Sixtus IV.
- Anglické království – Eduard IV.
- Dánsko – Kristián I. Dánský
- Francouzské království – Ludvík XI.
- Polské království – Kazimír IV. Jagellonský
- Uherské království – Matyáš Korvín
- Litevské knížectví – Kazimír IV. Jagellonský
- Norsko – Kristián I. Dánský
- Portugalsko – Alfons V.
- Švédsko – regent Sten Sture
- Rusko – Ivan III. Vasiljevič
- Kastilie – Isabela Kastilská